# Кунг-фу Панда
Кунг-фу Панда (енгл. Kung Fu Panda) је дугометражни цртани филм из 2008. године, о неспретном и дебељушкастом панди који жели да постане кунг фу ратник. Филм су режирали Џон Стивенсон и Марк Озборн а продуцент је била Мелиса Коб. Рад на филму је започет 2004. а премијера филма била је на 61. Канском филмском фестивалу у мају 2008. Широм света филм се почео приказивати 6. јуна 2008. Анимација је урађена у студију „Дримворкс анимејшн“ у Глендејлу, у Калифорнији, а за дистрибуцију је била задужена компанија „Парамаунт пикчерс“.
Главним ликовима гласове су позајмили Џек Блек, Дастин Хофман, Анџелина Жоли, Џеки Чен, Луси Лу, Сет Роген, Дејвид Крос и Ијан Макшејн. Филм прате наставци Кунг-фу Панда 2 (2011), Кунг-фу Панда 3 (2016) и Кунг-фу Панда 4 (2024), као и анимиране серије Легенде о феноментастичном и Шапе судбине.

## Радња
По (Џек Блек) је панда која ради у ресторану резанаца коју посједује његов отац, гусан г. Пинг (Џејмс Хонг). Обожава кунг фу и тајно сања да постане велики мајстор у тој борилачкој вјештини, али његова дебљина и неспретност му говоре да је то неостварив сан. Његов отац се нада да ће По једног дана преузети ресторан и чека погодну прилику да му саопшти породичну тајну прављења резанаца.
Мајстор Угвеј, корњача, предосјећа да ће зли ратник, сњежни леопард Таи Лунг (Ијан Макшејн), бивши студент његовог главног ученика, црвеног панде мајстора Шифуа (Дастин Хофман), побјећи из затвора и вратити се да угрози цијелу Долину мира. Док Шифу шаље гуску Зенга (Дан Фоглер) да обавијести управу затвора да појачају обезбјеђење, Угвеј наређује да се организује званична церемонија на којој ће бити изабран Змајев ратник који може да побиједи Таија Лунга. Сви вјерују да ће бити изабран неко из „Најљуће петорке“ — Тигрица (Анџелина Жоли), Мајмун (Џеки Чен), Богомољка (Сет Роген), Змија (Луси Лу) или Ждрал (Дејвид Крос). Петорку сачињавају највјештији кунг фу борци које је тренирао мајстор Шифу.
Док Петорка демонстрира своје борилачке вјештине на церемонији, По касни и не успијева да уђе на церемонију. Након неколико безуспјешних покушаја, По веже ватрометне ракете на столицу, сједа на њу и пали ракете што га баца високо у небо да би потом пао насред арене. Угвеј, који је раније шапнуо Шифуу да осјећа присуство Змајевог ратника, показује прстом на Поа, указујући да је он Змајев ратник. Сви од присутних су запрепашћени Угвејевим избором, а Шифу га моли да размотри свој избор. Угвеј остаје при својој одлуци.
Узбуњен због Угвејевог лошег избора, Шифу на све начине покушава да отјера Поа, стављајући га на најтеже вјежбе док га ратници Најљуће петорке ниподаштавају и смију му се. Иако свјестан њиховог расположења, По трпи све то и дјелимично ипак ужива јер је у друштву својих кунг фу идола. Мајстор Угвеј, још увијек сигуран да је направио добар избор, даје му савјет да вјерује у себе. Послије тога По придобија ратнике петорке својим добрим кувањем и смислом за хумор. Након тога му Тигрица открива како је Таи Лунг постао тако зао. Шифу га је отхранио одмалена и научио га кунг фуу, волећи га као сина. Када се мислило да ће Лунг бити проглашен за Змајевог ратника, Угвеј се није сложио. Услиједили су његово изливање бијеса на цијелу долину и покушај отимања Змајевог свитка — папира на којем пише тајна Змајевог ратника. Шифу је покушао да га спријечи али није могао да га заустави јер га је још увијек видио као дијете које је одгојио. У посљедњем тренутку га је зауставио Угвеј и Лунг је затворен у најдубље одаје затвора. Тигрица ову причу завршава говорећи да Шифу никог није толико волио као Лунга, ни прије ни послије.
У међувремену, управник затвора (носорог) у којем се чува Лунг одбија да послуша прослијеђено наређење о појачању обезбјеђења затвора и умјесто тога води гуску Зенга, курира, у најтамније дубине затвора да му покаже Лунга и колико је добро везан. Међутим, док су одлазили одатле гуски спадне перо којег Лунг ногом привуче себи док стражари не гледају. Успијевши побјећи и растурити стражаре, Таи Лунг наређује Зенгу да одлети и јави свима да се Таи Лунг вратио. У Долини Мира, у којој је настала узнемиреност, Угвеј умире и уздиже се на небо. Прије него што се упокојио, молио је Шифуа да вјерује у Поа и да му помогне да побиједи Лунга. Шифу пристаје али По, када чује да је Лунг заиста побјегао и да је његова обавеза да се с њим суочи, покушава да побјегне. Шифу га стиже и зауставља, те му обећава да ће покушати да од њега направи ратника. Када сам По призна да не вјерује у себе и своје могућности да побиједи Лунга, Шифу остаје без рјешења. Тигрица, знајући да нико осим ње не може да се супротстави Лунгу, самостално доноси одлуку да оде и заустави га, без Шифуовог знања. Преостали из петорке јој се придружују. Сљедећег јутра, Шифу открива да је По физички врло способан када се мотивише храном. Обогаћен тим сазнањем, Шифу организује интензивне вјежбе за Поа, увијек га мотивишући колачићима. Као што се и надао, ускоро од Поа на тај начин чини способног ратника.
Петорка је у међувремену сусрела Лунга на огромним висећим мостовима. Иако се у једном тренутку учинило да су успјели да га побиједе, Лунг им у задњим тренуцима задаје паралишуће ударце након којих бивају испоручени назад у храм. Када их нађе, Шифу схвата да Лунг жели да их заплаши и даје Поу свети Змајев свитак који пружа велику снагу ономе који је прочита. По отвара свитак али у њему не нађе ништа до свој одраз и ниједног слова. У очајању што је свитак наочиглед бескористан, Шифу наређује својим ученицима да одведу становнике долине на сигурно а он остаје сам да дочека Лунга и задржи га колико је то могуће.
По, који је такође кренуо назад међу становнике, среће свог оца који га одушевљено дочека и коначно му каже шта је тајни састојак његових резанаца: ништа. Ствари се чине посебним, каже, зато што људи вјерују да су посебне. Схватајући да је управо то значење Змајевог свитка, По одјури назад у храм да помогне Шифуу. Дотле је Лунг већ био стигао и почео да пребацује Шифуу што му није пружио звање Змајевог ратника и супротставио се Угвејевој, по његовом мишљењу, погрешној одлуци. Услиједи битка у којој Шифу бива поражен. Лунг се окреће ка мјесту гдје стоји свети Змајев свитак и, схватајући да га нема, у бијесу покушава да убије Шифуа. У посљедњем тренутку се појављује По и изазива га на двобој.
Таи Лунг не схвата Поа озбиљно али ипак скаче на њега и услиједи битка у којој По докаже да има незанемарљиву снагу и способност. Иако након дуге борбе Лунг успијева да побиједи Поа и одузме му Змајев свитак, он не успијева да схвати његово значење. По покушава да му објасни значење, али фрустрирани леопард га напада паралишућим нападом нерава али му то не успијева јер не може да погоди Поов нерв због заштитног слоја сала. Охрабрен, По напада Лунга и у задњем тренутку га ухвати за прст и задаје му Вушијев захват (којим је на почетку Шифу пријетио Поу), који узрокује огромну свјетлосну експлозију у долини и уништава Лунга.
Петорка и становници се враћају у долину и проналазе ошамућеног али побједничког Поа. Одушевљени његовом побједом, ратници Петорке му се клањају, признају га као ратника и називају га мајстором. По се тада сјети да је мајстор Шифу смртоносно рањен и јури у храм. Пошто му се учини да је Шифу мртав он пада у очајање, али му Шифу убрзо објасни да је само стекао мир након побједе над Лунгом. Умирен, По лијеже поред Шифуа. Након неколико секунди По предлажу да оду да једу нешто а Шифу пристаје.
На крају одјавне шпице, Шифу и По једу скупа поред светог бресквиног дрвета. Сјеме брескве које је Шифу бацио у земљу пред Угвејеву смрт је исклијало у нову биљку.

## Улоге
| Глас               | Улога                             | Животиња           |
| ------------------ | --------------------------------- | ------------------ |
| Џек Блек           | По                                | Џиновска панда     |
| Дастин Хофман      | Мајстор Шифу                      | Црвена панда       |
| Анџелина Жоли      | Тигрица                           | Јужнокинески тигар |
| Џеки Чен           | Мајмун                            | Златни лангур      |
| Луси Лу            | Змија                             |                    |
| Дејвид Крос        | Ждрал                             | Јапански ждрал     |
| Сет Роген          | Богомољка                         | Богомољка          |
| Ијан Макшејн       | Таи Лунг                          | Сњежни леопард     |
| Ден Фоглер         | Зенг                              | Гуска              |
| Рандал Дук Ким     | Велики мајстор Угвеј              | Корњача            |
| Џејмс Хонг         | Г. Пинг, Поов отац                | Гуска              |
| Мајкл Кларк Данкан | Командир Вахир (управник затвора) | Јапански носорог   |

## Продукција

### Развој
Јавни радови на филму су отпочели у октобру 2004. године отприлике у исто вријеме кад је објављена видео-игра „Рибит Кинг“ за „Плејстејшн 2“ у којој је постојао лик панде „Пан-Пан“ који познаје вјештине кунг фуа. У септембру 2005. године, компанија „Дримворк анимејшн“ је најавила филм у којем ће глас позајмити Џек Блек У почетку је идеја била да се направи пародија, али се један од режисера, Џон Стивенсон, није с тим сложио и умјесто тога је снимљена обична комедија. Режисери су хтјели да дају јединствени призвук правог кинеског кунг фуа филму, па су дизајнер продукције Рејмонд Зибах и арт-директор Танг Хенг провели године изучавајући кинеско сликарство, скулптуру, архитектуру и кунг фу филмове да би у овоме успјели. Зибах је изјавио да су можда највећи утицај на њега оставили филмови „Херој“, „Кућа летећих бодежа“ и „Притајени тигар, скривени змај“. Циљ овог филма, за који је требало неколико година рада, био је да направи мјешавину ових, као и да пружи „епски“ осјећај. У новембру 2005. године, из компаније „Дримворкс анимејшн“ је објављено ће се Дастин Хофман, Џеки Чен, Луси Лију, Сет Роген, Дејвид Крос и Ијан Макшејн придружити глумачкој екипи

### Музика
Као и код већине анимираних остварења „Дримворкса“, музику је компоновао композитор Ханс Цимер. Цимер је за ову прилику посјетио Кину да би упио њихову културу и упознао се са Кинеским националним симфонијским оркестром као дио припреме. Поред тога, познати музичар Тимбаланд се прикључио раду на музици за филм Музика за филм обухвата и нешто измијењену верзију пјесме „Kung Fu Fighting“, коју су извели Си Ло Грин и Џек Блек за одјавну шпицу.
Иако је првобитно Цимер најављен као главни композитор музике за филм, током пробног приказа Џефри Каценберг, извршни директор компаније, најавио је да ће и композитор Џон Пауел учествовати у томе. На тај начин су Цимер и Пауел први пут послије осам година поново радили заједно, након посљедњих заједничких остварења за филмове „Пут за Елдорадо“ и „Фактор смрзавања“.
Музику за филм је извео Кинески национални симфонијски оркестар
Музика за филм је посебно објављена у студију „Интерскоуп рекордс“ 3. јуна 2008. године.

### Анимација
Руком-цртане анимиране секвенце на почетку филма су биле намијењене да подсјећају на кинеске игре сјенки. Почетак филма, који је режирала Џенифер Ју Нелсон и анимирао Џејмс Бакстер, добио је велике похвале од критичарке Манохле Даргис из „Њујорк тајмса“, као „одушевљавајући“ и „визуелно различит од већине америчких анимација на главној сцени“. Други критичари су почетак филма поредили са изазивачким стилом „Самураја Џека“ од Гендија Тартаковског. Остатак филма је урађен модерним аниматорским средствима уз помоћ рачунара, са упадљиво јарким бојама у циљу дочаравања кинеских природних предјела.

## Критике
„Кунг-фу Панда“ је добио врло добре критике. На веб-сајту „Трули парадајзи“ (Rotten Tomatoes) је добио оцјену од 88% на основу 134 критике. Оцјену од 75% је добио од врхунских критичара и 79% од других корисника сајта. На сајту „Метакритик“ (Metacritic) је добио оцјену 73 од 100, на основу 12 критика. На својој премијери на Канском филмском фестивалу је по завршетку приказа добио снажан и дуг аплауз.
Џао Банди, кинески умјетник и модни креатор специјализован за дизајн везан за изглед панди, на интернету је покренуо петицију којом савјетује бојкотовање филма. Као један од разлога овог бојкота, Џао Банди је навео да Холивуд жели да заради новац од кинеске културе, и то након Сечуанског земљотреса с обзиром да панде живе у тој области. Додатно, Банди се побунио против овог филма јер га је произвела компанија „Дримворкс“, коју посједује Стивен Спилберг, који је одбио да настави са радом на припреми љетњих олимпијских игара 2008. у Пекингу због улоге Кине у Судану. Џао Банди је признао да није видио филм прије покретања петиције Међутим, премда су коментари на његовом сајту што хвалили што кудили филм, многи други су сматрали да у овом тешком времену није лоше ако неки филм одаје почаст кинеском културном насљеђу, а неки су се чак запитали да ли је ово само начин да аутор петиције придобије пажњу јавности. Поред овог сукоба, филм је са одушевљењем прихваћен у Кини.
Филм је зарадио 20,3 милиона америчких долара на дан отварања. У току викенда је зарадио 60,2 милиона, постављајући се на прво мјесто на благајнама. Тако је освојио треће мјесто у заради за викенд на листи „Дримворксових“ остварења (након „Шрека 3“ и „Шрека 2“).

## Видео игра
3. јуна 2008. године је у „Активижну“ објављена и видео-игра „Кунг-фу Панда“, као адаптација филма.